# Zwillingssturz von Gottorf
Der Zwillingssturz von Gottorf aus dem Jahre 1433 war ein Streit um das Erbe von Graf Gerhard VII. von Holstein.
Gerhard VII. heiratete am 2. Juni 1432 Agnes von Baden, die Tochter des Markgrafen Bernhard I. von Baden. Gerhard und sein Bruder und Mitregent Adolf VIII. wollten sich auf diese Weise Unterstützung im Krieg gegen Dänemark sichern. Agnes’ Bruder Jakob I. von Baden dagegen war zwar einerseits sehr daran gelegen, durch die Ehe seiner Schwester Einfluss in Schleswig zu gewinnen, andererseits wollte er seine Schwester von einem kleinadeligen Kavalier in Baden trennen und standesgemäß verheiraten. Die vereinbarte Mitgift wurde nie bezahlt.
Nach der eiligen Eheschließung in Baden reiste Graf Gerhard VII. schnell zurück, um die Grenzen seines Landes zu sichern, ohne dass eine offizielle Hochzeitsnacht stattgefunden hatte. Offiziell wurde die Ehe erst am 5. Oktober 1432 vollzogen. Der ganze Ablauf schien auf einem strategischen Beistandspakt zwischen den Badenern und Graf Gerhard VII. zu beruhen. Am 15. Januar 1433 stürzte die schwangere Agnes von Baden jedoch auf einer Treppe und die Wehen setzten ein. Am folgenden Tag gebar sie die gesunden Zwillinge Heinrich und Katharina. Dies führte erst zu Erstaunen und in der Folge zu Unmut. Jedem, der rechnen konnte, war klar, dass der Vollzug der Ehe und das Geburtsdatum zu nahe beieinander lagen, um lebensfähige Kinder hervorbringen zu können.
Schnell bemühten sich Gerhard VII. und sein Bruder, die Blamage aus der Welt zu schaffen. Im Innenhof des Gottorfer Schlosses verkündete Gerhard VII. im Februar 1433 vor seinen Rittern, dass er bereits vor der Heirat mit Agnes Verkehr gehabt habe und die Kinder daher standesgemäß und seine seien. Im Übrigen seien es Siebenmonatskinder. Gerhard bezeugte, dass er seine Frau „hatte heymelich beslaffen und warlich Juncfrawe gefunden“. Dies wurde im Schleswiger Dom und in der Landesversammlung vor dem Klerus und den Ratsherren bekräftigt und durch Hofdamen, Ärzte und Hebammen bestätigt. Letztlich wurde die Sachlage durch die Bischöfe von Lübeck und Schleswig verbrieft und beigelegt.
Der ganze Ärger ging an Gerhard VII. nicht spurlos vorbei. Noch im Februar 1433 brach bei ihm eine alte Lungenkrankheit erneut aus und verschlimmerte sich zusehends. Als alle Kunst der Ärzte nichts half, brach Agnes mit ihrem Mann gegen den Rat der Ärzte zur Kur nach Baden(-Baden) auf. Bereits bei Köln verschlimmerte sich sein Zustand so sehr, dass die Pläne umgeworfen wurden und die beiden sich auf den Rückweg machten. Schließlich verstarb Gerhard VII. bei der Rückreise in Emmerich am Rhein.
Als Agnes auf der Rückreise nach Hamburg kam, musste sie erfahren, dass ihr Schwager Adolf VIII. ihr die Einreise nach Schleswig und Holstein verwehrte, ihre Kinder entführt hatte und dass sie und ihre Kinder keine weiteren Ansprüche auf das Erbe oder den Witwenteil haben sollten, da die Kinder nicht ehelich wären und sie Schande ins Haus der Schauenburg gebracht hätte. Agnes, die nicht wusste wohin, machte sich auf den Weg nach Baden. Damit machte sie jedoch die Pläne ihres Bruders, der noch immer auf das Erbe der Schauenburger hoffte, zunichte.
Als Agnes dann noch die weiteren Heiratspläne ihres Bruders durch eine Verlobung mit Hans von Höwen, einem Verehrer aus früheren Tagen, durchkreuzte, war der Markgraf darüber so verärgert, dass er Agnes für den Rest ihres Lebens auf der Burg Eberstein internierte. Der Markgraf hatte geplant, Agnes mit dem Herzog von Schlesien-Oels zu verheiraten; dessen Schwester wiederum sollte mit Adolf VIII. vermählt werden, um so den Anspruch auf das Herzogtum Schleswig und die Grafschaft Holstein noch zu retten. Das Scheitern verärgerte den Markgrafen derart, dass kein Bitten ihn besänftigte und er selbst in seinem Testament eine weitere Internierung anordnete. Agnes starb in den ersten Wochen des Jahres 1473 erblindet auf der Burg Eberstein.
Bereits im Sommer 1433 wurde versucht, die Erbstreitigkeiten vehement durchzusetzen, und die Sache beschäftigte die Hansestädte, das Basler Konzil und den Kaiser für mehr als zehn Jahre.
Beide Kinder kamen sehr schnell ums Leben. Die Tochter kam einjährig ins Kloster und verstarb noch im selben Jahr, während der Sohn beim Spiel mit dem Hofnarren ertrank. So kam es, dass schließlich das Schleswiger Herzogtum und die holsteinische Grafschaft mit der sogenannten Wahlhandfeste von Ripen 1460 an den dänisch-norwegischen König und Neffen Adolfs VIII. Christian I. fiel.